# Hainault Forest

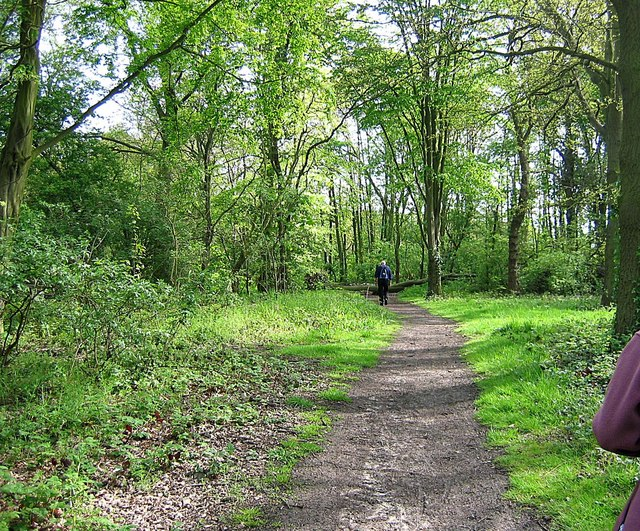
Sentier forestier - un sentier public dans le parc.

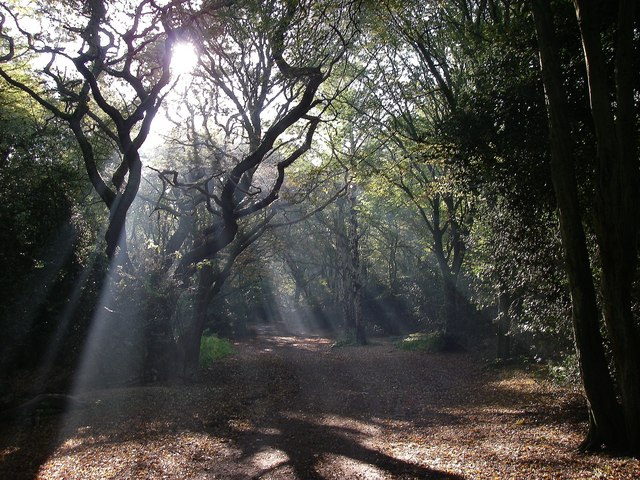
Le chemin forestier dans la forêt du Hainaut depuis Lambourne End, un matin de novembre

Le Hainault Forest Country Park est un Country Park (en) faisant partie du Grand Londres, avec des portions dans : Hainault dans le Borough londonien de Redbridge ; le Borough londonien de Havering ; et dans la paroisse de Lambourne du district forestier d'Epping dans l'Essex.

## Géographie
Avec une superficie de 135.31 hectares (334.4 acres) , Le Hainault Forest Country Park est un site d'intérêt scientifique particulier.
La section Redbridge du parc est gérée par Vision Redbridge qui gère le parc au nom du conseil de Redbridge. De l'autre côté de la frontière, la section Essex est gérée par le Woodland Trust, qui détient un bail à long terme pour la gestion par ses propriétaires, l'Essex County Council (en),.

## Histoire
La forêt de Hainault est un vestige de l'ancienne Forêt d'Essex qui couvrait autrefois la majeure partie du comté d'Essex dans le sud-est de l'Angleterre. Epping Forest et Hatfield Forest (en) sont deux autres exemples restants. La forêt a appartenu à l'abbaye de Barking jusqu'à la Dissolution des Monastères; elle s'étendait vers le nord jusqu'à Theydon Bois, vers l'est jusqu'à Havering-atte-Bower, vers le sud jusqu'à Aldborough Hatch, et vers l'ouest jusqu'à Leytonstone. Dans une étude faite pour Henry VIII en 1544, son étendue était d'environ 3,000 acres (12 km2).
Les terres forestières ont été condamnées comme waste par une loi du Parlement de 1851, déboisées, les cerfs enlevés et 92% de la forêt primaire abattue. Les terres sont devenues des terres agricoles marginales et, par la suite, une partie importante a été construite. La destruction a été déplorée par Sir Walter Besant dans ses ouvrages sur Londres : la forêt sert également de décor à son roman All in a Garden Fair.
Oliver Rackham a décrit comment l'indignation suscitée par la destruction du Hainault a conduit au mouvement de conservation moderne avec la création de groupes de conservation qui se sont opposés avec succès à ce que le même sort n'arrive à la forêt d'Epping.

### Préservation
Après la pression publique pour conserver certains vestiges de la forêt de Hainault, dirigée par Edward North Buxton (en), 804 acres (3,3 km2) de terrain ont été achetés pour un usage public le 21 juillet 1906. Ils comprenait 253 acres (1,0 km 2 ) de bois et de pâturages accidentés.
Les aires protégées du parc national de la forêt du Hainault comprennent : des espaces verts - avec de nombreux sentiers publics et un grand lac ; le Golf Club de la Forêt du Hainaut ; et Foxburrows Farm - qui est utilisée en partie pour préserver des races rares d'animaux.

## Galerie

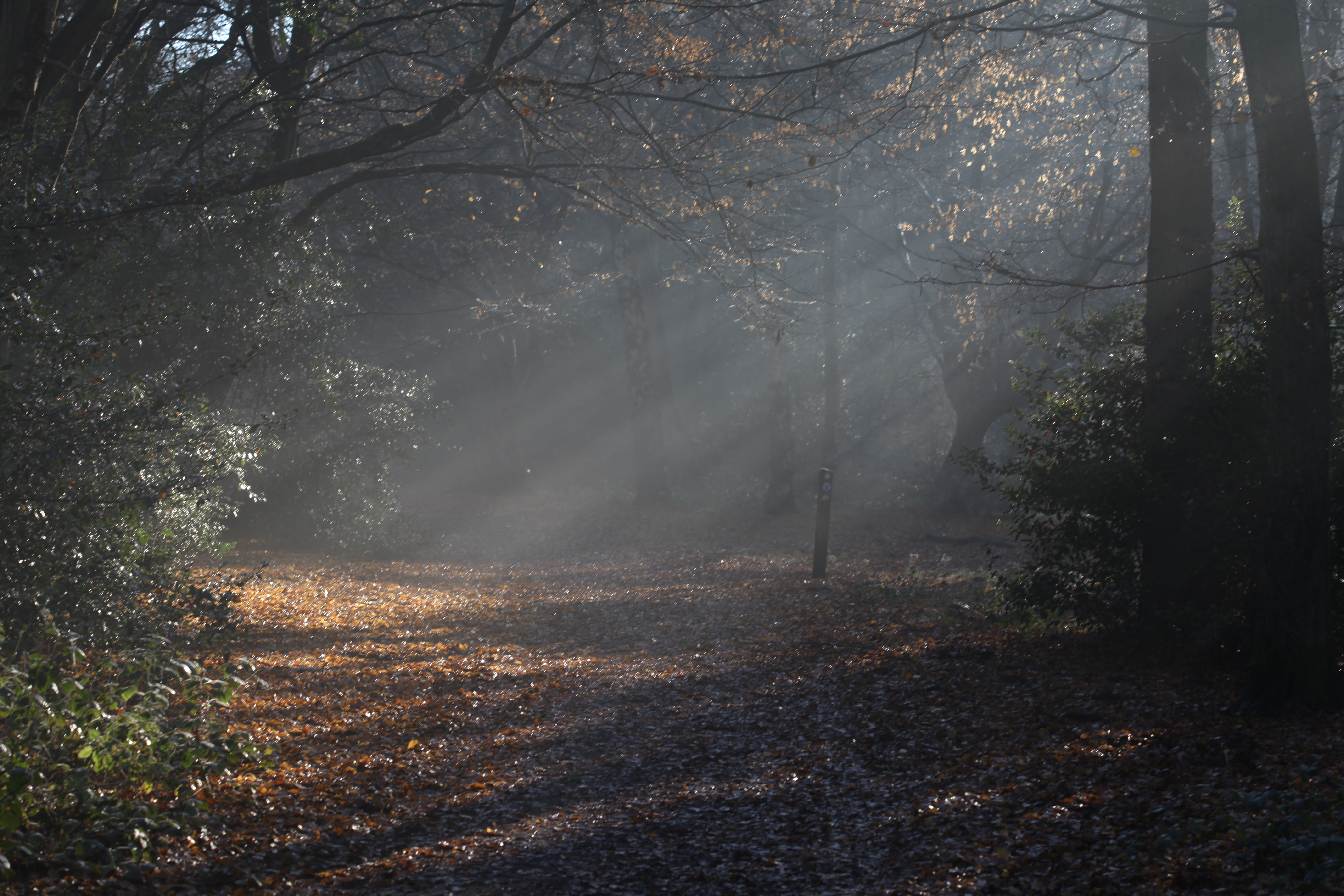
Hainault Forest Woodland Trust section;  un matin brumeux de novembre 2013
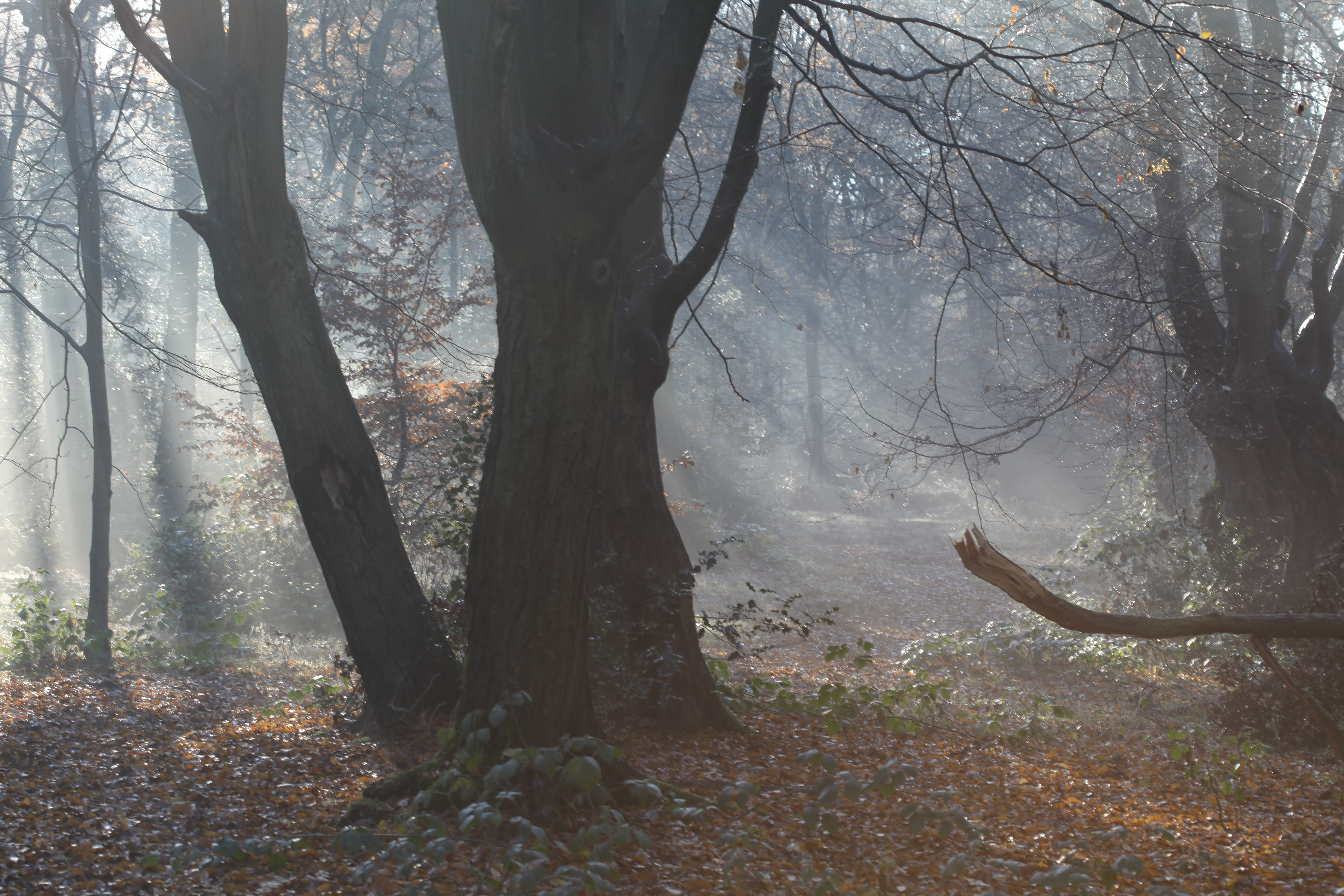
Hainault Forest Woodland Trust section; un matin brumeux de novembre 2013
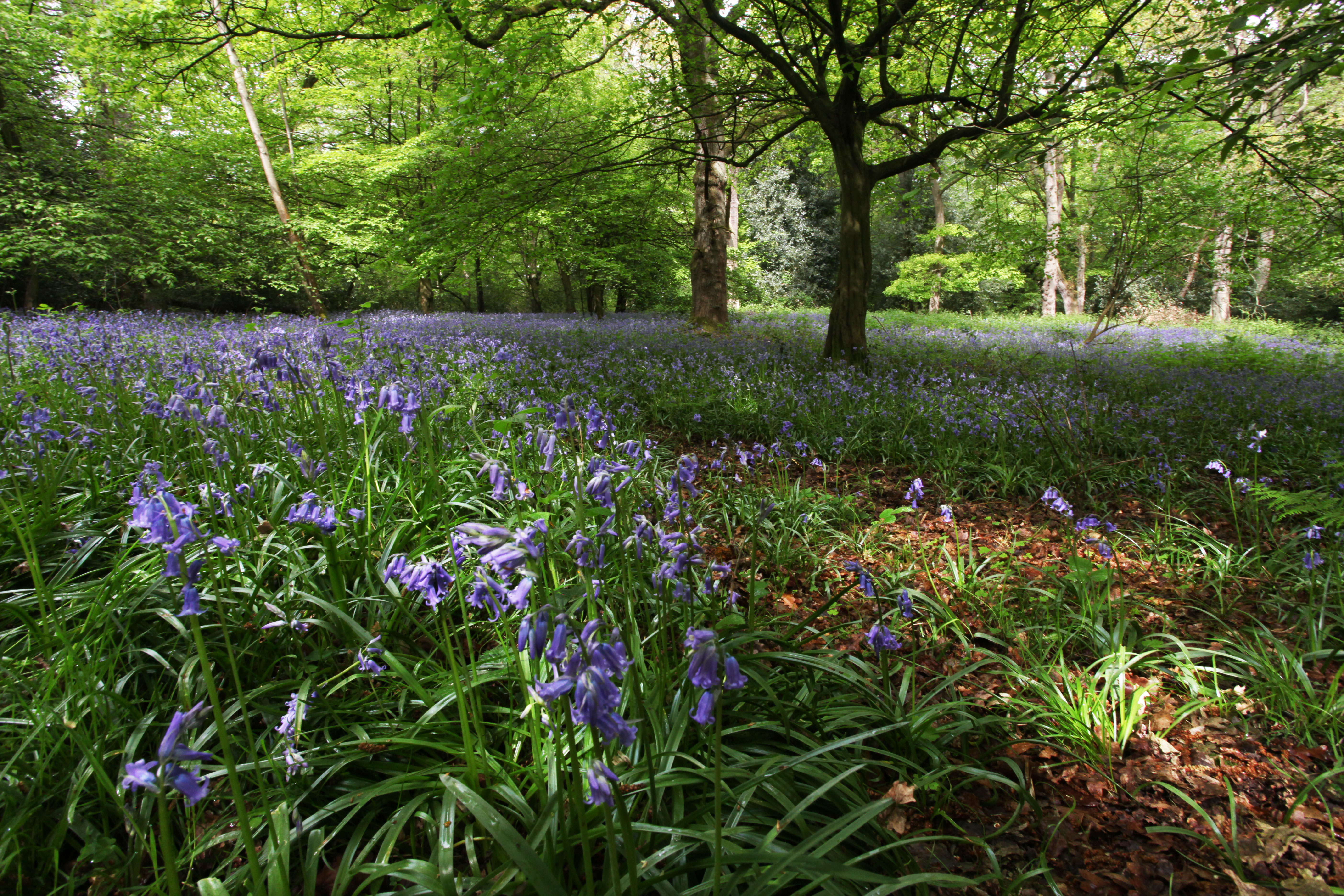
Jacinthes des bois; fin avril 2014
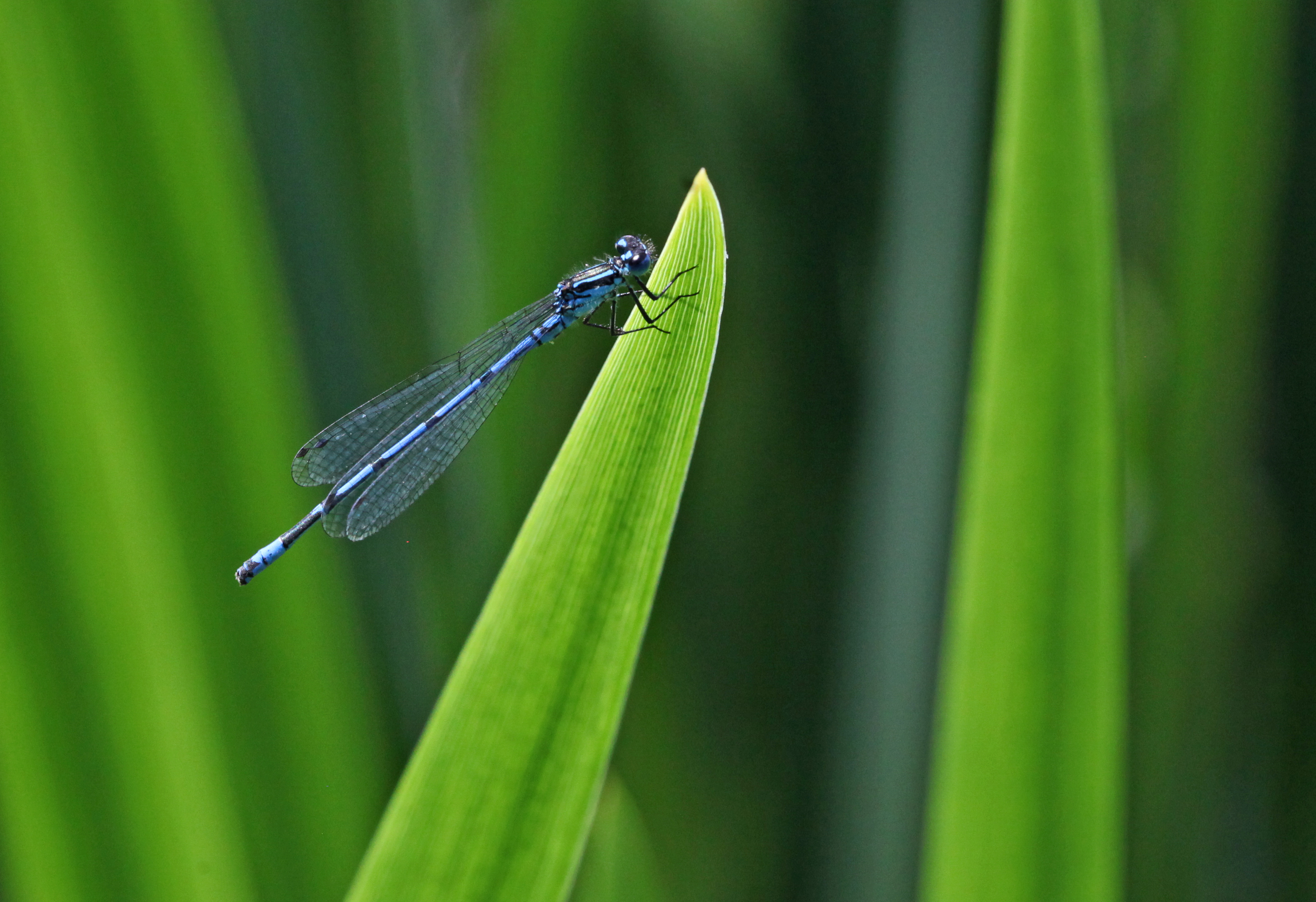
Demoiselle sur roseaux au lac; juin 2014